# José Horacio Gómez

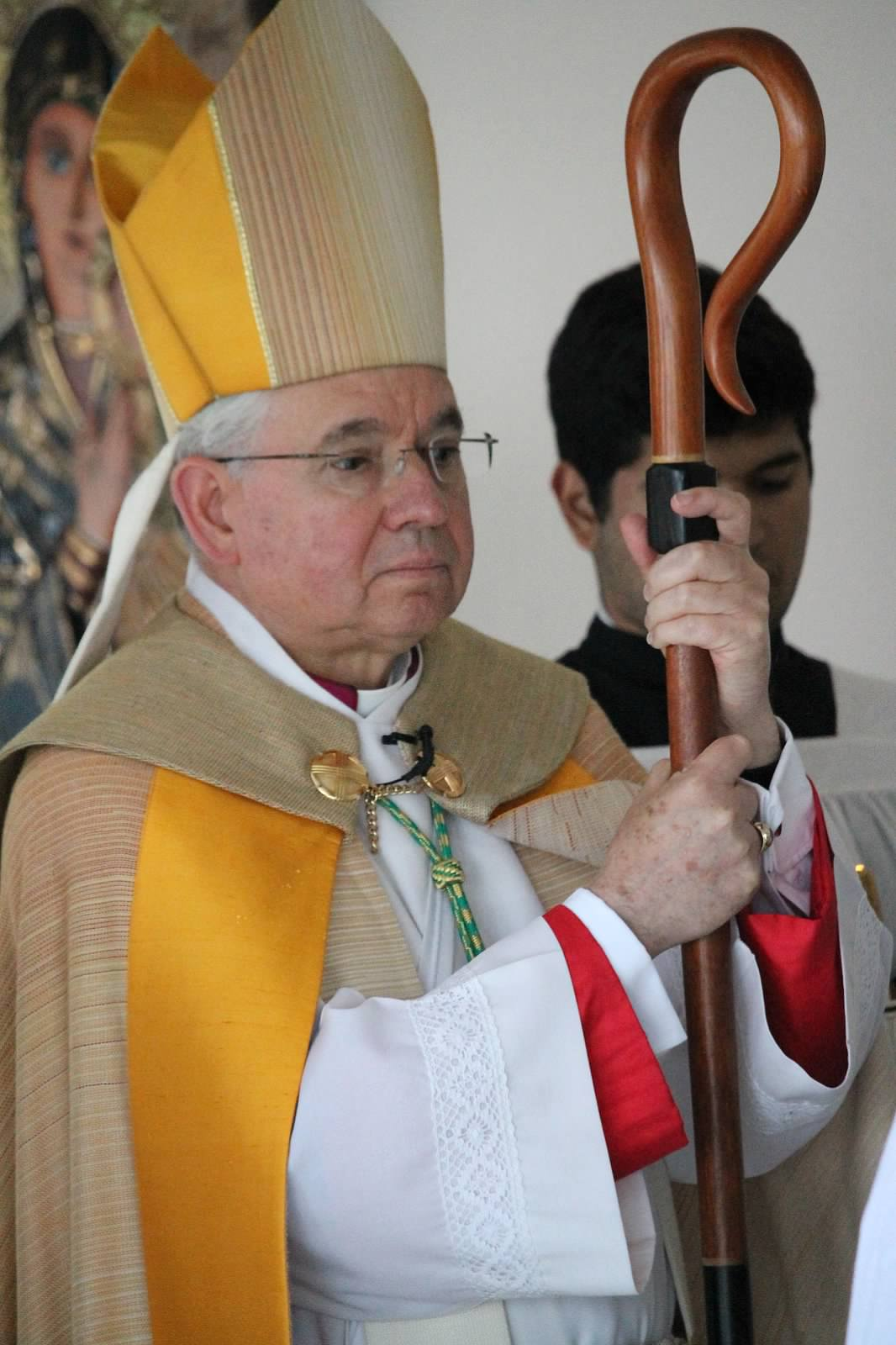
Erzbischof José Horacio Gómez (2016)

Erzbischofswappen von José Horacio Gómez

José Horacio Gómez Velasco (* 26. Dezember 1951 in Monterrey) ist ein mexikanisch-US-amerikanischer Geistlicher der römisch-katholischen Kirche und seit 2011 Erzbischof von Los Angeles. Er gehört der aus Spanien stammenden konservativen Gemeinschaft Opus Dei an und war von 2019 bis 2022 Vorsitzender der Bischofskonferenz der Vereinigten Staaten.

## Leben

### Kindheit und Ausbildung
José Horacio Gómez Velasco wurde am zweiten Weihnachtstag des Jahres 1951 als einziger Sohn des Arztes José H. Gómez und seiner Ehefrau Esperanza Velasco geboren und hat vier Schwestern. Die Familie lebte in einer gutbürgerlichen Wohngegend auf dem Hügel Vista Hermosa im Westen der Stadt Monterrey, der Vater war als Betriebsarzt bei einer örtlichen Brauerei tätig. Beide Eltern engagierten sich in der örtlichen Pfarrgemeinde, der Vater besuchte täglich die Heilige Messe und auch der Großvater wird als ausgesprochen fromm beschrieben. Die Familie besaß einen La Mica genannten Grenzgängerausweis, der Ausflüge zum Angeln und für Familienbesuche nach Texas ermöglichte. Die Großeltern hatten 1917 in San Antonio geheiratet und ein Teil der Familie lebte schon bei José Horacios Geburt in den Vereinigten Staaten.
Als Stammhalter hatte José Horacio einer herausgehobene Rolle im familiären Gefüge und interessierte sich früh für Religion. Er war ein eifriger und guter Schüler und erhielt Zugang zu einer erstklassigen Ausbildung. Er studierte am Institut für Technologische und Höhere Studien in Monterrey. Anschließend setzte er seine Ausbildung an der Nationalen Autonomen Universität von Mexiko fort. 1975 erwarb Gómez dort einen Abschluss in Rechnungswesen sowie einen Bachelor of Arts (B.A.) in Philosophie. Während seines Studiums schloss er sich der Personalprälatur Opus Dei an und wurde zum Priester bestimmt. Er begann 1975 an der vom Opus Dei geführten Universität Navarra in Pamplona das Studium der Theologie, welches er 1978 mit einem weiteren B.A. abschloss.

### Wirken als Priester
José Horacio Gómez Velasco empfing am 15. August 1978 im Heiligtum von Torreciudad durch den Erzbischof von Wien, Franz Kardinal König, das Sakrament der Priesterweihe für die Personalprälatur Opus Dei. Von 1978 bis 1980 war José Gómez Velasco als Seelsorger in einen Jugendzentrum des Opus Dei in Spanien tätig. 1980 wurde er an der Opus-Dei-Universität Navarra zum Doktor der Theologie promoviert. Gómez Velasco unterrichtete von 1980 bis 1987 an einem Kolleg und einer Hochschule seiner Organisation in Mexiko. Zudem war er von 1985 bis 1987 Verantwortlicher für die Jugendpastoral im Dekanat Fatima im Erzbistum Monterrey. Von 1987 bis 1999 war José Gómez als Hilfsgeistlicher in der Pfarrei Our Lady of Grace in San Antonio eingesetzt. In dieser Zeit war er zudem als Vikar in Katy im Bistum Galveston-Houston tätig. 1991 wurde Gómez regionaler Vertreter der National Association of Hispanic Priests und 1995 wurde er deren Präsident. Am 15. Dezember 1995 erhielt José Horacio Gómez Velasco die US-amerikanische Staatsbürgerschaft. Von 1997 bis 1998 war er Mitglied der Geschäftsführung des National Catholic Council of Hispanic Ministry und wurde 1999 dessen Schatzmeister. José Gómez war zudem von 1999 bis 2001 Geschäftsführer der National Association of Hispanic Priests. Außerdem war er von 1998 bis 2000 Mitglied des Komitees für die Planung des „Encuentro 2000“, einer nationalen Begegnungsveranstaltung zur Feier des Heiligen Jahres 2000. 1999 wurde er zudem Regionalvikar des Opus Dei für Texas. Gemeinsam mit dem Erzbischof von Mexiko-Stadt, Norberto Kardinal Rivera Carrera, spielte José Horacio Gómez eine Schlüsselrolle bei der Gründung des Hispanic Seminary of Our Lady of Guadalupe in Mexiko-Stadt, einem Priesterseminar für spanischsprachige US-Residenten, das im August 2000 eröffnet wurde. Außerdem gründete Gómez das Centro San Juan Diego for Family and Pastoral Care in Denver, eine Einrichtung für die pastorale und religiöse Bildung von katholischen Laien und die Unterstützung von Einwanderern. 2003 erhielt José Horacio Gómez von der National Association of Hispanic Priests für sein Engagement als Seelsorger die Auszeichnung El Buen Pastor („Der Gute Hirte“).

### Wirken als Bischof
Am 23. Januar 2001 ernannte Papst Johannes Paul II. José Horacio Gómez zum Titularbischof von Belali und zum Weihbischof in Denver. Die Bischofsweihe spendete ihm am 26. März desselben Jahres der Erzbischof von Denver, Charles Joseph Chaput OFMCap; Mitkonsekratoren waren der Bischof von Galveston-Houston, Joseph Fiorenza, und der Prälat der Personalprälatur Opus Dei, Bischof Javier Echevarría. José Horacio Gómez wählte sich den Wahlspruch Adeamus cum fiducia ad thronum gratiae („Lasst uns also voll Zuversicht hingehen zum Thron der Gnade“), der dem Brief an die Hebräer (Heb 4,16 ) entstammt. Von 2001 bis 2003 war Gómez Rektor der Cathedral of the Immaculate Conception in Denver. 2004 wurde er Moderator der Kurie des Erzbistums Denver und Pfarrer der Pfarrei Mother of God in Denver.
Am 29. Dezember 2004 ernannte ihn Papst Johannes Paul II. zum Erzbischof von San Antonio. Die Amtseinführung fand am 15. Februar 2005 statt. 2005 wurde José Horacio Gómez vom Time Magazine zu einem der 25 einflussreichsten Hispanics in den Vereinigten Staaten gekürt und 2007 wurde er vom Fernsehsender CNN im Webspecial „Hispanic Heritage Month“ zu den bekanntesten Hispanics in den Vereinigten Staaten gezählt. Gómez führte 2006 die Catholic Community Foundation for the Roman Catholic Church im Erzbistum San Antonio ein und gründete Hope for the Future, einen Fonds zur Unterstützung der katholischen Schulen im Erzbistum San Antonio. Er trug 2007 zur Schaffung der Catholic Association of Latino Leaders bei. Im März 2010 besuchte José Horacio Gómez im Auftrag der Bischofskonferenz der Vereinigten Staaten Haiti, um die Höhe des Bedarfes an Unterstützung für den Wiederaufbau der Kirche in Haiti nach dem Erdbeben in Haiti 2010 festzustellen.
Am 6. April 2010 ernannte ihn Papst Benedikt XVI. zum Koadjutorerzbischof von Los Angeles. Die Amtseinführung fand am 26. Mai desselben Jahres statt. Mit der Annahme des altersbedingten Rücktrittsgesuches von Roger Michael Kardinal Mahony durch Benedikt XVI. am 1. März 2011, folgte Gómez diesem als Erzbischof von Los Angeles. Im November 2016 wählte die Bischofskonferenz der Vereinigten Staaten ihn zu ihrem stellvertretenden Vorsitzenden. Im November 2019 wählte die Bischofskonferenz José Horacio Gómez als Nachfolger von Daniel Kardinal DiNardo zu ihrem Vorsitzenden. Gómez ist der erste Hispanic in diesem Amt. Die Wahl war von einer Kontroverse überschattet, ob die Bischofskonferenz die Abtreibungsfrage zu ihrer überragenden Priorität erklären oder, wie von einer Minderheit gefordert, auch andere moraltheologische Anliegen des Papstes gleichrangig in ihrer Agenda benennen sollte, was die Mehrheit unter Gómez’ Führung ablehnte.
José Gómez ist Komtur mit Stern (KC*HS) des Ritterordens vom Heiligen Grab zu Jerusalem. Seit 2016 ist er Großprior der Statthalterei USA Western in Los Angeles des Ritterorden vom Heiligen Grab zu Jerusalem.
Er nahm an den Vollversammlungen der römischen Bischofssynode 2015 zum Thema Familie und 2018 zum Thema Jugend teil.

## Politische Stellungnahmen
Bereits zwei Jahre vor seiner Wahl an die Spitze der US-Bischofskonferenz gab Gómez eine deutliche politische Stellungnahme gegen weißen Nationalismus in Amerika ab, als er nach dem rechtsextremen Fackelmarsch in Charlottesville 2017 erklärte: „Der Mythos, dass Amerika von Weißen und für Weiße gegründet worden sei, ist genau das: ein Mythos.“
Seine Wahl zum Vorsitzenden der US-Bischofskonferenz fiel in die Zeit der Anhörungen im US Supreme Court über die von der Trump-Administration 2017 abgeschaffte Aufenthaltsberechtigung für Kinder illegaler Einwanderer (Dreamer). Gómez nutzte die Gelegenheit und rief nach seiner Wahl zum Gebet „für ein gutes Ergebnis des Verfassungsgerichts“ auf, und das bedeute: „Dass die Dreamer in den Vereinigten Staaten bleiben können.“
Anlässlich des Sturms auf das Kapitol am 6. Januar 2021 erklärte Gómez: „Das ist nicht das, was wir als Amerikaner sind. Ich bete für die Mitglieder des Kongresses und die Mitarbeiter des Kapitols sowie für die Polizei und alle, die daran arbeiten, die Ordnung und die öffentliche Sicherheit wiederherzustellen“.
In einer ungewöhnlich ausführlichen und kritischen Grußbotschaft an den neuen US-Präsident Joe Biden, die unmittelbar nach dessen Amtseinführung am 20. Januar 2021 veröffentlicht wurde, sprach er neben guten Wünschen für die Überwindung der Pandemie und der Spaltung des Landes auch von Vorhaben der neuen Regierung, „die moralische Übel mit sich bringen und menschliches Leben und Würde bedrohen, vor allem im Bereich Abtreibung, Verhütung, Ehe und Gender“. Seine mit dem Verwaltungsrat der US-Bischofskonferenz nicht abgestimmte und als unangemessen schroff und konfrontativ empfundene Botschaft führte zu öffentlichem Widerspruch und Kritik prominenter US-Bischöfe wie Blase Kardinal Cupich, Gómez’ Gegenspieler in der US-Bischofskonferenz. Ihre Veröffentlichung soll im Vorfeld auch vom Staatssekretariat des Heiligen Stuhls zu verhindern versucht und zumindest verzögert worden sein. Papst Franziskus hatte am gleichen Tag auch selbst eine in der Öffentlichkeit als wesentlich wohlwollender aufgefasste Grußbotschaft an den Katholiken Joe Biden gerichtet. Die Kontroverse über die Position der US-Bischofskonferenz zum neu gewählten Präsidenten hatte sich schon auf der Herbstvollversammlung der amerikanischen Bischöfe unmittelbar nach Bidens Wahl im November 2020 abgezeichnet. Damals hatte Gómez eine Arbeitsgruppe der Bischofskonferenz gebildet, die sich mit der Politik Bidens befassen soll und von seinem Stellvertreter, dem Erzbischof von Detroit Allen H. Vigneron geleitet wurde, der als Trump-Sympathisant gilt.

## Überdiözesane Aufgaben

### Römische Kurie
- seit 2008 Konsultor der Päpstlichen Kommission für Lateinamerika[20]
- Päpstlicher Rat für die sozialen Kommunikationsmittel (Mitglied 2012–2016)[21]

### Bischofskonferenz der Vereinigten Staaten
- seit 2019 Vorsitzender der Bischofskonferenz
- von 2016 bis 2019 stellvertretender Vorsitzender der Bischofskonferenz
- seit 2003 Vorsitzender der Task Force on the Spanish Language Bible for the Church in America
- von 2008 bis 2009 Vorsitzender des Ausschusses für kulturelle Vielfalt in der Kirche
- seit 2009 Vorsitzender des Unterausschusses für die Kirche in Lateinamerika
- seit 2010 Vorsitzender des Ausschusses für Migration
- seit 2003 Mitglied des Ausschusses für die Glaubenslehre
- seit 2005 Mitglied des Unterausschusses für Hispanics und Liturgie

### Sonstige Organisationen
- Vorstandsmitglied des Catholic Legal Immigration Network, Inc.
- Vorstandsmitglied von ENDOW – Educating on the Nature and Dignity of Women
- Vorstandsmitglied von MATT – Mexicans and Americans Thinking Together
- Vorstandsmitglied der Catholic Community Foundation, San Antonio
- Bischöflicher Moderator der ANSH – National Association of Hispanic Priests
- Bischöflicher Moderator des National Catholic Network de Pastoral Juvenil Hispana
- Mitglied der Catholic Association of Latino Leaders (C.A.L.L.)
- Mitglied des Kuratoriums der Katholischen Universität von Amerika